# Campanula piperi
Campanula piperi är en klockväxtart som beskrevs av Howell. Campanula piperi ingår i släktet blåklockor, och familjen klockväxter. Inga underarter finns listade i Catalogue of Life.

## Bildgalleri

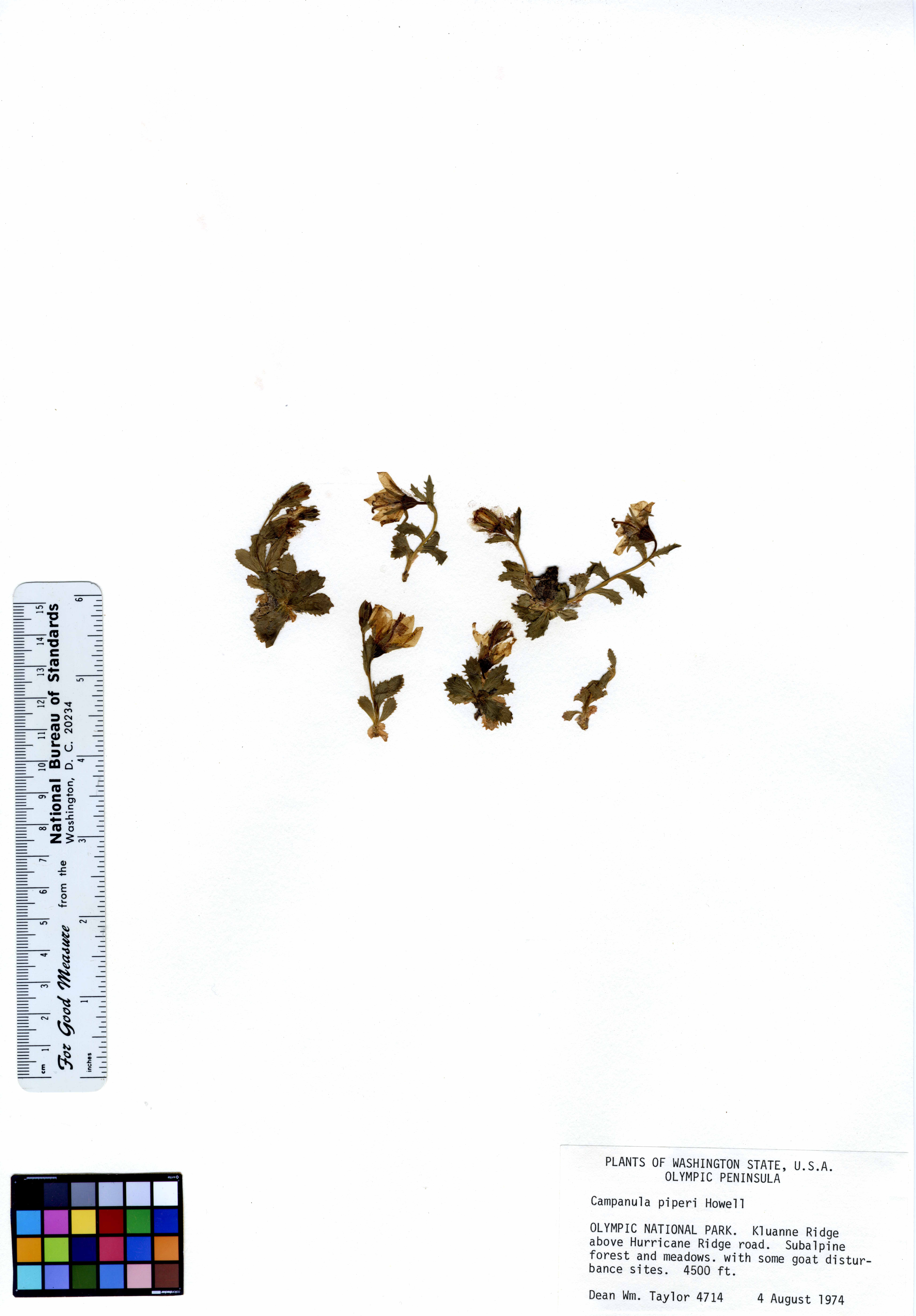
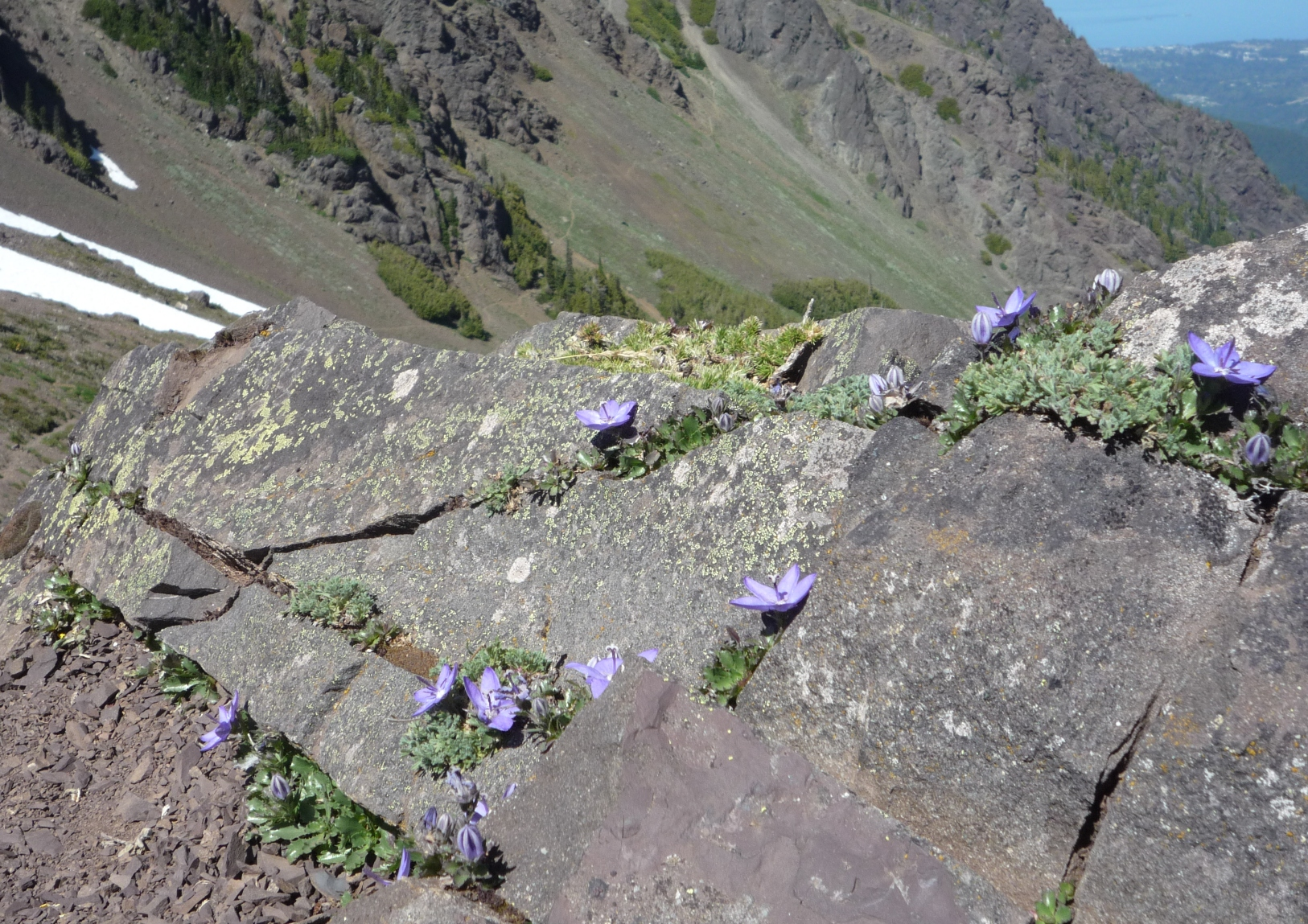
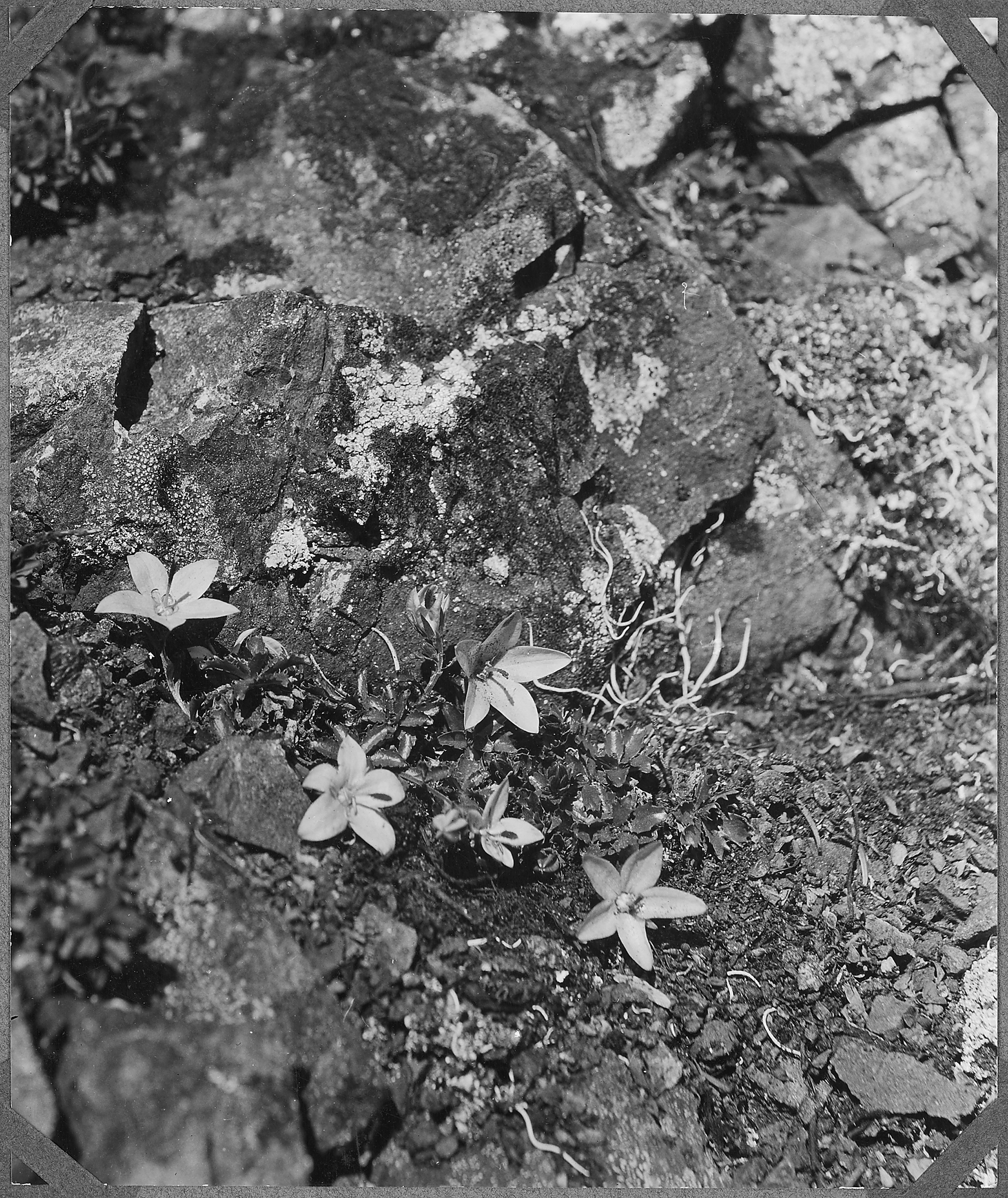